# A User's Guide to They Might Be Giants
A User's Guide to They Might Be Giants é a sétima compilação da banda They Might Be Giants, lançada a 3 de Maio de 2005.
| Críticas profissionais                                                      | Críticas profissionais |
| Avaliações da crítica                                                       | Avaliações da crítica  |
| Fonte                                                                       | Avaliação              |
| --------------------------------------------------------------------------- | ---------------------- |
| allmusic                                                                    | [ 2 ]                  |
| Pitchfork Media                                                             | (7.2/10)               |
| Esta tabela precisa de ser acompanhada por texto em prosa. Consulte o guia. |                        |

## Faixas
Todas as faixas por They Might Be Giants, exceto onde anotado.
1. "Minimum Wage" — 0:46
2. "Meet James Ensor" — 1:33
3. "Particle Man" — 1:58
4. "Don't Let's Start" — 2:36
5. "She's an Angel" — 2:36
6. "Cyclops Rock" — 2:42
7. "Istanbul (Not Constantinople)" (Jimmy Kennedy, Nat Simon) — 2:35
8. "Purple Toupee" — 2:38
9. "James K. Polk" (Matthew Hill, They Might Be Giants) — 3:05
10. "Birdhouse in Your Soul" — 3:19
11. "Ana Ng" — 3:21
12. "The Guitar" (Luigi Creatore, Hugo Peretti, George David Weiss, They Might Be Giants) — 3:51
13. "Bangs" — 3:14
14. "The Statue Got Me High" — 3:06
15. "New York City" (Robynn Iwata, Lisa Marr, Lisa Nielsen) — 3:04
16. "Doctor Worm" — 3:02
17. "Boss of Me" — 2:59
18. "Your Racist Friend" — 2:55
19. "Why Does the Sun Shine? (The Sun Is a Mass of Incandescent Gas)" (Lou Singer, Hy Zaret) — 2:54
20. "They'll Need a Crane" — 2:31
21. "I Palindrome I" — 2:21
22. "Put Your Hand Inside the Puppet Head" — 2:10
23. "John Lee Supertaster" — 2:00
24. "Older" — 1:54
25. "We're the Replacements" — 1:50
26. "Dr. Evil" — 1:51
27. "No!" — 1:29
28. "Clap Your Hands" — 1:22
29. "Spider" — 0:51